# Botrylloides leachii
Botrylloides leachii (Savigny, 1816) è una ascidia coloniale della famiglia Styelidae.

## Descrizione

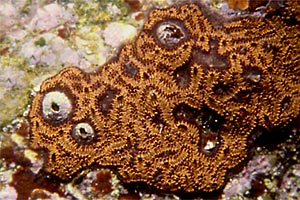

È una specie coloniale che si presenta in agglomerati nastriformi, di colore variabile, spesso bruno, dalla consistenza molle e gelatinosa.
Può essere confuso con Botryllus schlosseri.

## Distribuzione e habitat
È comune nel mar Mediterraneo e nell'oceano Atlantico orientale, fino al mar del Nord.